# Glires
Los glires (Glires, latín glīrēs) son un clado o granorden que contiene a los órdenes Rodentia y Lagomorpha, así como a dos órdenes extintos Arctostylopida y Anagaloidea. 
Linneo en un principio los clasificó como un orden junto con otros grupos de mamíferos pequeños no relacionados, pero estudios posteriores demostraron que no formaban un grupo filogenético. Glires es el clado hermano de Euarchonta y junto forman el superorden Euarchontoglires.

## Clasificación
- Orden Arctostylopida†
- Orden Anagaloidea†
- Clado Gliriformes
  - Familia Eurymylidae†
  - Orden Rodentia
  - Orden Lagomorpha

Además, se conocen varios géneros de glires basales:
- Gomphos†
- Heomys†
- Matutinia†
- Mimotona†
- Rhombomylus†
- Sinomylus†

## Filogenia
Cladograma de Euarchontoglires según los análisis genéticos:
|  | Lagomorpha |
|  |            |
|  | Rodentia   |
|  |            |

|               | Scandentia                                              |
|               |                                                         |
| Primatomorpha | \| \| Dermoptera \| \| \| \| \| \| Primates \| \| \| \| |
|               | \| \| Dermoptera \| \| \| \| \| \| Primates \| \| \| \| |
|               | Dermoptera                                              |
|               |                                                         |
|               | Primates                                                |
|               |                                                         |

|  | Dermoptera |
|  |            |
|  | Primates   |
|  |            |

|  | Lagomorpha |
|  |            |
|  | Rodentia   |
|  |            |

|               | Scandentia                                              |
|               |                                                         |
| Primatomorpha | \| \| Dermoptera \| \| \| \| \| \| Primates \| \| \| \| |
|               | \| \| Dermoptera \| \| \| \| \| \| Primates \| \| \| \| |
|               | Dermoptera                                              |
|               |                                                         |
|               | Primates                                                |
|               |                                                         |

|  | Dermoptera |
|  |            |
|  | Primates   |
|  |            |